# Túnel de Gousselerbierg
El Túnel de Gousselerbierg (en luxemburgués: Tunnel Gousselerbierg; en alemán: Gousselerbierg-Tunnel) es una pareja de túneles paralelos en el cantón de Mersch, en el centro de Luxemburgo. Los túneles reciben el nombre de la colina por la que pasan, cerca de la ciudad de Gosseldange, en la comuna de Lintgen. Con 2695 metros (8842 pies), el túnel de Gousselerbierg es el segundo más largo en el país, después de que el túnel Grouft, de 2950 metros (9.678 pies).
El túnel lleva a la autopista A7, y es el primero de los tres túneles principales en la ruta de la carretera, junto con el túnel Grouft y el Túnel Stafelter (1850 m). Cada uno de los túneles gemelos contiene dos carriles de tráfico en una dirección. En su punto máximo, el túnel se encuentra a 115 metros (377 pies) por debajo de la superficie de la colina.